# Lassi Parkkinen
Lauri „Lassi“ Rikhard Parkkinen (* 8. Mai 1917 in Varkaus; † 3. Oktober 1994 in Espoo) war ein finnischer Eisschnellläufer.
Parkkinen wurde 1947 in Oslo Mehrkampfweltmeister. Fünf Jahre später errang er in Hamar die Silbermedaille.
Bei den Olympischen Spielen 1948 in St. Moritz gewann Parkkinen Silber über 10.000 Meter hinter dem Schweden Åke Seyffarth.